# 10. Zusatzartikel zur Verfassung der Vereinigten Staaten
Der 10. Zusatzartikel zur Verfassung der Vereinigten Staaten von Amerika, der Teil der amerikanischen Bill of Rights ist, besagt:

„Die Machtbefugnisse, die von der Verfassung weder den Vereinigten Staaten übertragen noch den Einzelstaaten entzogen werden, bleiben den Einzelstaaten oder dem Volke vorbehalten.“

Er wird in der vom US-Kongress beschlossenen Gesetzesurkunde als zwölfter Artikel („Article the twelfth“) aufgeführt.
Der Verfassungszusatz macht deutlich, dass die Macht der Bundesregierung nur auf die Rechte begrenzt ist, die ihr durch die Verfassung auch gewährt werden. Im Gerichtsurteil Vereinigte Staaten vs. Sprague 1931 merkte der Supreme Court an, dass der Verfassungszusatz nichts an der ursprünglichen Verfassung verändert. Von Zeit zu Zeit haben die Regierung und Bundesregierungen versucht, eine Befreiung von verschiedenen Bundesregelungen, besonders in den Bereichen Arbeit und Umweltkontrolle, geltend zu machen, indem sie den 10. Verfassungszusatz als eine Basis für ihr Anliegen ansahen.

Bill of Rights

## Geschichte und Präzedenzfälle

### Die Zuständigkeitsklausel
Der 10. Verfassungszusatz wird manchmal als verfassungsmäßiger Grund zitiert, der dem Kongress das Recht verweigert, jedes Gesetz zu verabschieden, das er als rechtmäßig ansieht. Jedoch hat der Kongress seine Autorität in der Zuständigkeitsklausel verdeutlicht, die vorsieht, dass er das Recht hat, Gesetze auf dem Gebiet der Menschenrechte, die nicht in der Verfassung erwähnt werden, zu verabschieden. Wenn eine bestimmte Handlung die innerstaatlichen Zuständigkeiten in irgendeiner Weise tangiert, hat der Kongress das Recht, diese Handlungen zu regulieren.
Viele Erweiterungen der Regierungsmacht während der 1930er wurden vom Supreme Court niedergeschlagen, bis Präsident Franklin D. Roosevelt versuchte, die Anzahl der Richter auf 15 zu erhöhen und die Ämter mit gleichgesinnten Richtern zu besetzen. Obwohl dieser Versuch erfolglos blieb, änderte der Supreme Court seinen Standpunkt von einer dürftigen Interpretation der Zuständigkeitsklausel und verbreiterte die Befugnisse des Kongresses bezüglich innerstaatlicher Zuständigkeiten.
In dem Gerichtsfall Wickard v. Filburn entschied der Supreme Court, dass nationale Erntepreiskontrollen dafür sorgen müssen, dass Weizen, der auf einer Farm angebaut wird, für die Versorgung der Eigentümer und ihrer Tiere eingesetzt werden müsse. Die Begründung war, dass der Weizen, den ein Farmer anbaut, einen Ausgleich darstellt. Wenn der Farmer den Weizen nicht angebaut und selbst verbraucht hätte, wäre es nötig gewesen, den Weizen von jemand anderem zu beziehen. Es wurde auch deutlich gemacht, dass es den innerstaatlichen Markt für Weizen beeinflussen würde, wenn es Farmern erlaubt würde, ihren eigenen Weizen zu verkaufen.
In dem Gerichtsfall Garcia v. San Antonio Metropolitan Transit Authority im Jahr 1985 verkündete der Supreme Court, dass er Fälle, die den 10. Verfassungszusatz beträfen, nicht mehr verhandeln würde; denn der politische Prozess stellt sicher, dass Gesetze, die Bundesstaaten ungebührlich belasten, nicht vom Kongress verkündet werden dürfen.
In dem Gerichtsfall United States v. Lopez wurde ein Gesetz, das waffenfreie Zonen um öffentliche Schulen vorsah, gestoppt, weil es durch die Verfassung nicht gedeckt war.

### Bereitstellung von Bundesmitteln
Eine umstrittene Verfahrensweise des Kongresses war, dass er die Bewilligung von Bundesmitteln für bestimmte Bundesstaaten stoppte, wenn diese Bundesstaaten ihre Gesetze nicht nach nationalen Vorgaben ausrichteten. Beispiele dafür sind die nationale Geschwindigkeitsbegrenzung von 55 mph (89 km/h) und die Beschränkung, Alkohol nur an mindestens 21-Jährige zu verkaufen. Die Bundesstaaten hätten Zuschüsse für den Bau von Autobahnen verloren, wenn sie diese Gesetze nicht verabschiedet hätten.